# Hüllők
A hüllők (Reptilia) a négylábú magzatburkos állatok egy parafiletikus osztálya. A klasszikus osztályozási rendszer négy ma élő rendjüket különíti el:
- teknősök (Testudines) – megközelítőleg 300 faj
- felemásgyíkok (Sphenodontia vagy Rhynchocephalia) – hidasgyíkok vagy tuatarák: 2 faj
- pikkelyes hüllők (Squamata) – gyíkok, kígyók és ásógyíkalakúak (Amphisbaenia): megközelítőleg 7600 faj
- krokodilok (Crocodilia) – 24 faj

A madarak (Aves) a hüllők Saurischia rendjébe tartozó Theropoda dinoszauruszok leszármazottai, emiatt a modern filogenetikus rendszertanban a hüllők csak a madarakkal együtt tekinthetők monofiletikus csoportnak. Ebben az esetben a Reptilia klád a Sauropsida vagy Diapsida kládok szinonimájaként kezelhető.
A klasszikus értelemben vett (nem madár) hüllők az Antarktisz kivételével minden kontinensen megtalálhatók, kiváltképp a trópusi és szubtrópusi éghajlatú területeken. Habár valamennyi sejt anyagcseréje termel bizonyos mennyiségű hőt, a modern hüllőfajok egyike sem képes testhőmérsékletének állandó értéken tartására, emiatt ezeket az állatokat „hidegvérűeknek” (ektotermeknek) is nevezik. Testhőmérsékletük többé-kevésbé a környezet hőmérsékletének függvényében változik, például árnyékban lehűl, a napsütés hatására pedig felmelegszik. Jelentős mértékben viselkedésükkel szabályozzák testük hőfokát, hűvös időben napoznak, meleg időben nyirkos, árnyékos helyekre húzódnak. Hűvös környezetben testük természetesen melegebb a környezetnél, a kérgesteknős például meglehetősen hűvös tengerekben is rendszeresen előfordul. Testében a meleg vért a keringési rendszer a test középpontja felé továbbítja, kiszorítva a hidegebb vért a külső részek felé. Természetes élőhelyén a legtöbb hüllő a melegvérű emlősöknél és madaraknál jóval kevésbé szabályozza a testhőmérsékletét. Ez a táplálkozásnál előny, mert a hasonló méretű emlősöknél és madaraknál kevesebb élelemre van szükségük — utóbbiak ugyanis a táplálékukból kinyert energia jelentős részét szervezetük melegen tartására fordítják. A melegvérűek általában gyorsabban mozognak, bár egy támadó vagy menekülő gyík, kígyó vagy krokodil rövid távon rendkívül gyors lehet.
A hüllőkkel és kétéltűekkel a zoológia résztudománya, a herpetológia foglalkozik.
Egyes teknősfélék kivételével valamennyi hüllő testét szarupikkelyek borítják.
Szaporodásuk belső megtermékenyítéssel történik. A legtöbb hüllőfaj tojásrakó (ovoparia), a pikkelyes hüllők rendjébe tartozó egyes fajok azonban félelevenszülők (ovoviviparia), vagyis az utód még a tojás lerakása előtt kikel, emellett léteznek elevenszülők (viviparia) is, melyeknél a mészhéjú tojás ki sem fejlődik. Minden hüllőfajnál megtalálható a magzatot védő magzatburok. Az elevenszülő fajok ugyan rendelkeznek kezdetleges méhlepénnyel, az embrió táplálását azonban inkább a szikzacskó végzi. Utódaik fennmaradását általában megelőző gondoskodással próbálják biztosítani (például a teknősökre jellemzően elássák a tojásokat, esetleg őrzik a fészket, ahogyan a krokodilok). A tojás belső szerkezete: középső magzatburok, szikzacskó, peteburok.
A hüllők több mint 300 millió éve fejlődtek ki a bazális magzatburkosok egy ágazatából. A ma élő hüllők 4 fő rendje: a Chelonia rend (teknősök), a Crocodylia rend (krokodilok, aligátorok, kajmánok, gaviál), a Rhynch ellentétben nem hidegvérűek, hanem változó testhőmérsékletűek. A nap és a földfelszín hője melegíti fel testüket.

## A hüllők osztályozása

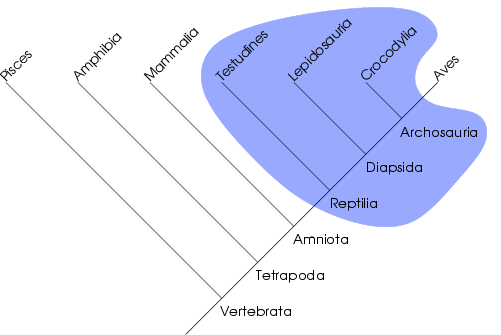
A ma élő hüllők (Reptilia) parafiletikus csoportot alkotnak, amely monofiletikusnak is tekinthető, ha a madarakat (Aves) is beleszámítjuk

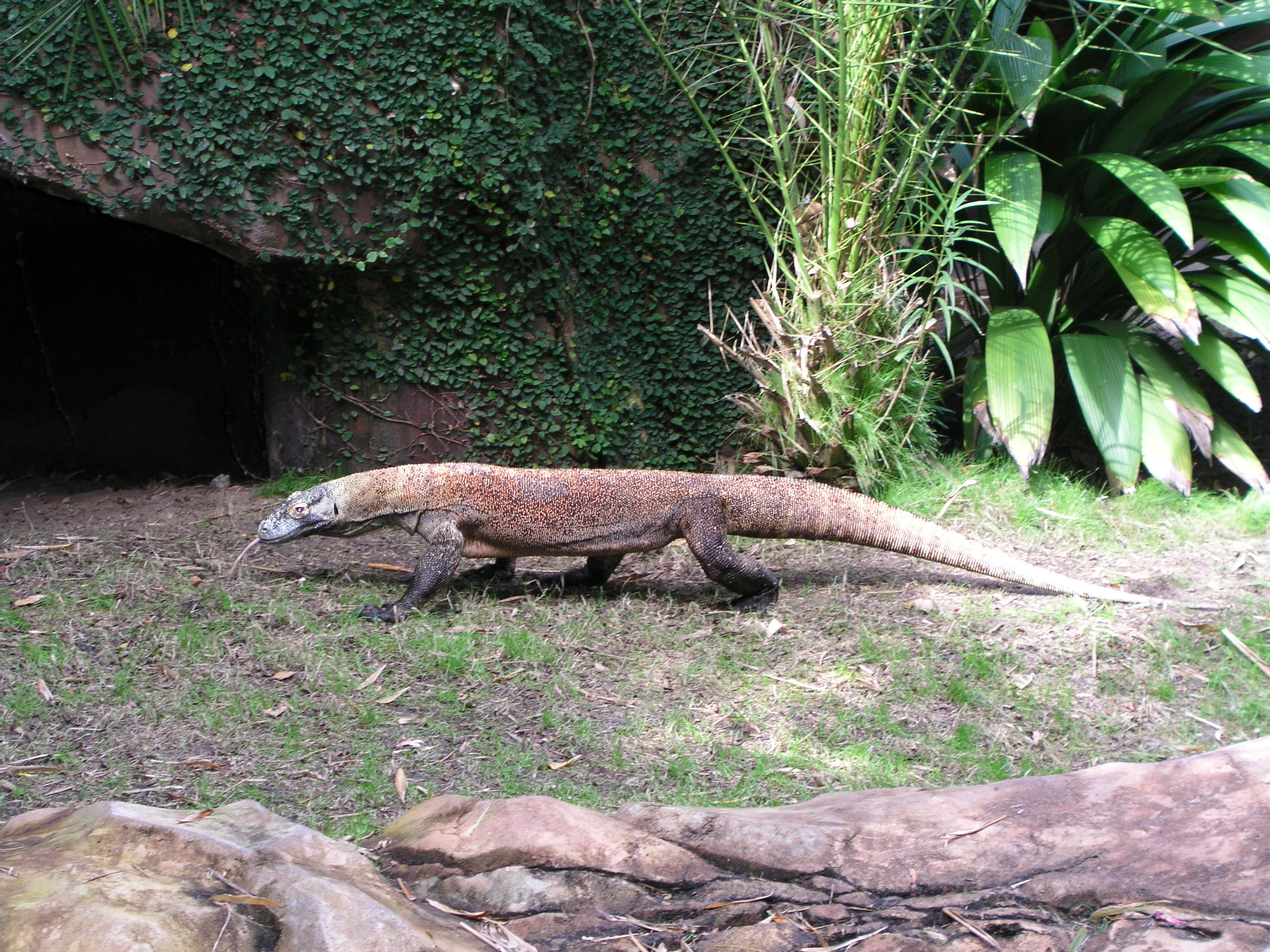
Komodói óriásgyík (Varanus komodoensis)

A klasszikus álláspont szerint a hüllők közé tartozik valamennyi magzatburkos állat a madarak és az emlősök kivételével. Tehát a hüllők úgy definiálhatók, mint a krokodilok, aligátorok, hidasgyíkok, gyíkok, kígyók, ásógyíkalakúak és teknősök csoportja. Ezek együttese a hagyományos Reptilia (a latin repere, „kúszás” szóból) osztály. Ugyanakkor régóta ismert tény, hogy az evolúciós kapcsolatok figyelembe vételével a hüllők nem tekinthetők egységes kládnak. Ennek oka, hogy a madarak, illetve egyes, kevésbé elfogadott értelmezések szerint az emlősök is a hüllők egyes csoportjainak leszármazottai. Colin Tudge így ír erről:
Az emlősök egy klád, és ebből következően a kladisztikusok szívesen elfogadják a hagyományos Mammalia taxont; és a madarakét is, amelyek egy kládként alkotják az Aves taxont, a Mammalia és az Aves pedig tulajdonképpen szubkládjai az Amniota (magzatburkosok) kládjának. A hagyományos definíció szerint azonban a hüllők nem alkotnak kládot, csupán egy, az Amniota kládba tartozó szekciót: amely azután maradt, miután a Mammalia és az Aves máshová került. Szinapomorfiák alapján nem definiálható megfelelő módon. Definiálható azonban a jellegzetességek kombinációival, illetve azok hiányával: a hüllők olyan magzatburkosok, amelyeknek nincs se szőre, se tolla. A kladisztika szerint a legmegfelelőbb, ha kijelentjük, hogy a Reptiliába a 'nem madár, nem emlős magzatburkosok' tartoznak.
A napjainkban leginkább elfogadott, filogenetikán alapuló rendszertanban tehát a klasszikus értelemben definiált hüllők parafiletikus csoportot képeznek. Ugyanakkor egyre inkább elfogadott az a nézet, mely szerint a hüllőket a hüllőszerűek (Sauropsida) kládjával azonosítjuk. Ebben az értelmezésben a hüllők közé soroljuk a madarakat is, viszont kizárjuk a korábban szintén hüllőkként kezelt bazális amniótákat, valamint a korábban "emlősszerű hüllőkként" ismert szinapszidákat, amelyek közé az emlősök ősei is tartoznak.
A hüllők általános osztályozása:
- Reptilia/Sauropsida
  - Parareptilia (kihalt)
    - Mesosauria (kihalt)
    - Procolophonia – beleértve a Pareiasaurusokat (kihalt)

  - Eureptilia
    - Captorhinidae (kihalt)
    - Protorothyrididae
    - Diapsida
      - Araeoscelidia (kihalt)
      - Neodiapsida
        - Younginiformes (kihalt, valószínűleg parafiletikus)
        - Drepanosauromorpha (kihalt, besorolás vitatott)
        - Ichthyopterygia (kihalt, besorolás vitatott)
          - Ichthyosauria – Ichthyoszauruszok
          - Grippidia

        - Sauria
          - Lepidosauromorpha
            - Lepidosauria
              - Felemásgyíkok (Sphenodontia vagy Rhynchocephalia) rendje – hidasgyíkok
              - Pikkelyes hüllők (Squamata) rendje – gyíkok és kígyók

          - Sauropterygia (kihalt, besorolás vitatott)
            - Nothosauria
            - Placodontia
            - Plesiosauria – Plesiosaurusok

          - ?Choristodera (kihalt, besorolás vitatott)
          - Pantestudines (besorolás vitatott) – teknősök (Testudines) és rokonaik
          - Archosauromorpha
            - Prolacertiformes (kihalt, polifiletikus)
            - Rhynchosauria (kihalt)
            - Trilophosauria (kihalt)
            - Archosauriformes
              - Phytosauria rend (kihalt)
              - Archosauria
                - Pseudosuchia
                  - Krokodilok (Crocodylia)
                  - Aetosauria (kihalt)
                  - Rauisuchia (kihalt, valószínűleg parafiletikus)

                - Ornithodira vagy Avemetatarsalia
                  - Pterosauria – Pteroszauruszok (kihalt)
                  - Dinosauria – Dinoszauruszok
                    - Ornitischia (kihalt)
                    - Saurischia
                      - → Madarak (Aves)

## A hüllők evolúciója

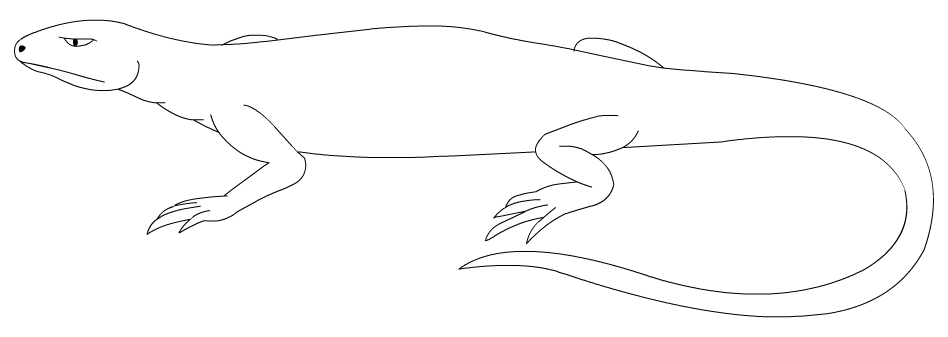
A legelső igazi hüllő, a karbon időszakban (300-350 Ma) élt Hylonomus lyelli

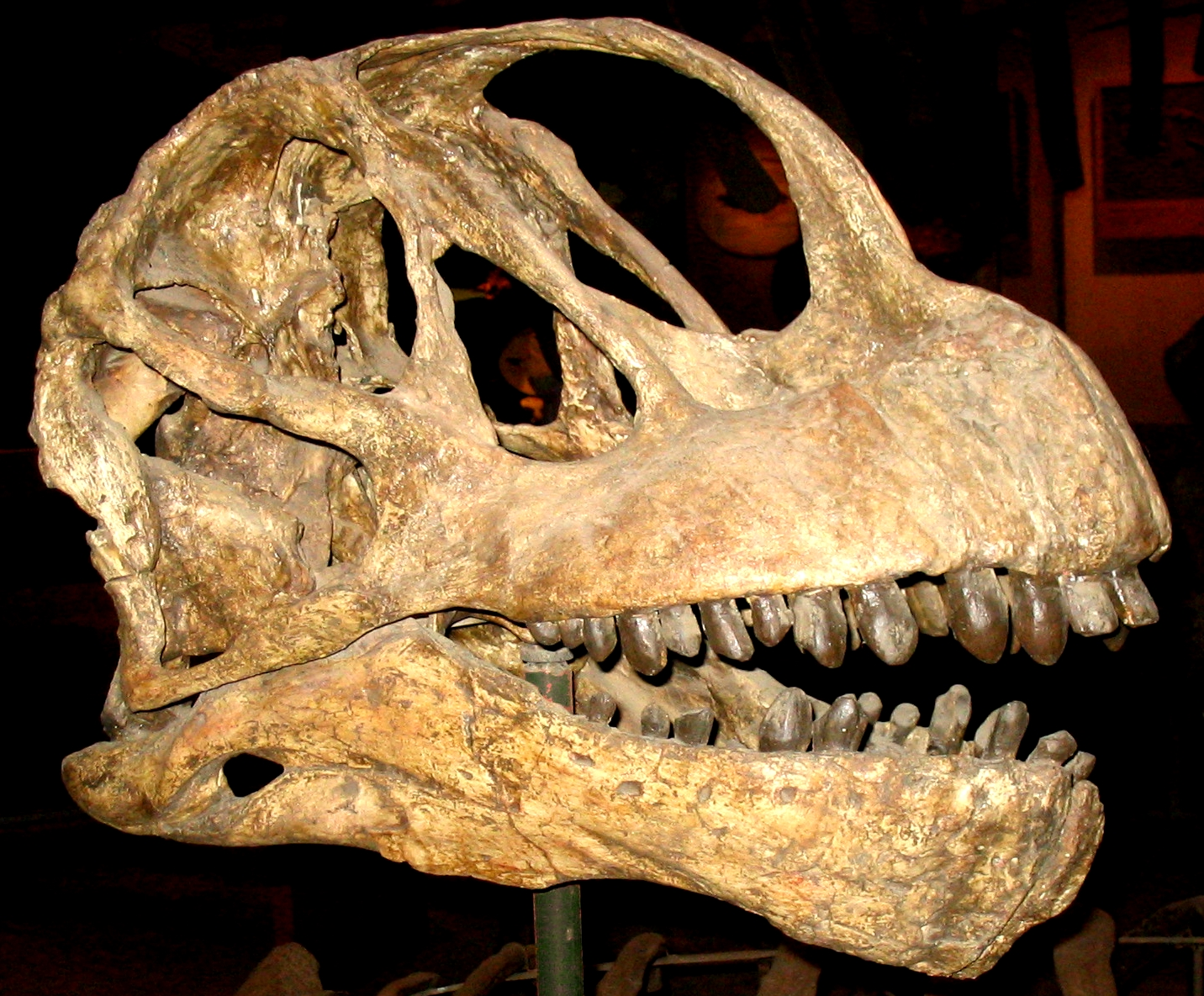
Dinoszauruszkoponya (Camarasaurus lentus)

A szoros értelemben vett hüllők vagy szauropszidák (Sauropsida vagy Reptilia) első ismert faja a Hylonomus lyelli. Ez a legrégebbi ismert hüllő körülbelül 20-30 centiméter hosszú volt. Felmerült ugyan, hogy a Westlothiana lizzae nevű faj még korábban élt, de erről a későbbiekben megállapítást nyert, hogy inkább a kétéltűekhez állt közel, mint a magzatburkosokhoz. A Petrolacosaurus kansensis, valamint a Mesosaurus nem fajai szintén a hüllők legelső képviselői közé tartoztak.
Az igazi hüllők két ágon fejlődtek tovább. A körülbelül 300 millió éve elkülönült anapszidák (Anapsida) masszív koponyáján csupán néhány lyuk található az orr, a szemek és a gerincoszlop számára. Az anapszidákat túlélő teknősöké is hasonló felépítésű, de erősen vitatott kérdés, hogy a koponyájuk nem később, páncélzatuk kialakulás közben fejlődött-e vissza ebbe a stádiumba. Jelenleg mindkét elmélet mellett komoly érvek szólnak.
Az első, bazális hüllők ún. anapszida koponyaszerkezettel rendelkeztek, vagyis koponyájukon csupán a szem, az orrnyílás és a gerincoszlop számára voltak nyílások. Ezen jelleg alapján régebbi rendszerek a hüllők egy külön vonalát, az anapszidákat (Anapsida) különböztették meg, ezt napjainkban azonban parafiletikus csoportnak tartják. Valószínű, hogy valamennyi hüllő anapszida koponyájú ősöktől származik, valamint ez a koponyaszerkezet később másodlagosan is kialakult diapszida hüllőknél.
A diapszidák (Diapsida) alosztályához tartozó hüllőknél a szemüregek mögött, kissé fölöttük egy-egy újabb nyílás (az úgynevezett halántékablak) alakult ki. A diapszidák fejlődése mintegy 280 millió éve két ágra bomlott. Ezek egyike a Lepidosauromorpha, amelybe a mai kígyók, gyíkok, hidasgyíkok és egyesek szerint a kihalt mezozoós tengeri hüllők tartoznak) és az Archosauromorpha, amelyből a pteroszauruszok, dinoszauruszok és több más rend kihalásával mára csak a krokodilok és a dinoszauruszokból kifejlődött madarak maradtak.
A legelső masszív koponyájú magzatburkosokból már mintegy 310 millió éve kiváltak az emlősök ősei, az emlősszerűek vagy szinapszidák (Synapsida), melyeket régebben emlősszerű hüllőknek is neveztek. Az emlősszerűeknek a diapszidákhoz hasonló halántékablaka volt. Ez egyrészt könnyíti a koponyát, másrészt több helyet biztosít az állkapocsizmoknak. Bár gyakran a szauropszidáktól származtatják az emlősszerű hüllőket is, ezek valójában nem tagjai a Sauropsida vagy Reptilia osztálynak.
A Lepidosauromorpha ág két öregrendje közül a sauropterygiák kihaltak; a Lepidosauria öregrendből pedig mintegy 260 millió éve különült el a felemásgyíkok fejlődése – ezeknek mára mindössze két faja maradt életben az Új-Zéland Északi szigete körüli apró szigetkéken.
Az Archosauromorpha ágban a dinoszauruszok fejlődésének kezdeti szakaszában, mintegy 240 millió éve különültek el tőlük a krokodilok (Crocodilia) ősei (Crurotarsi), majd uralmuk vége felé, körülbelül 120 millió éve fejlődtek ki egy csoportjukból a madarak ősei, a hüllőmedencéjű dinoszauruszok (Saurischia).

## Rendszerek

### Vérkeringés

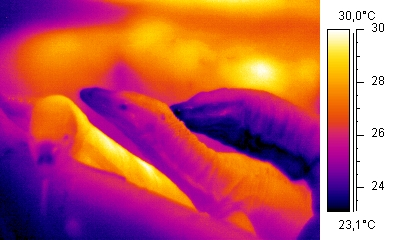
Egy varánusz hőfényképe

A legtöbb hüllő vérkeringési rendszerét egy három üregű, két pitvarra és egy változóan tagolt kamrára osztott szív működteti. A szívből egy pár aorta vezet ki. Ennek ellenére a szíven átáramló véráramban folyadékdinamikai okokból kissé keveredik az oxigéndús és az oxigénhiányos vér. A véráram iránya megváltoztatható, hogy következtében az oxigénhiányos vér a test, az oxigéndús vér pedig a tüdő felé áramoljon – ezzel az állat hatékonyabban szabályozza hőmérsékletét és tovább maradhat a víz alatt. A hüllők között érdekes kivételek is találhatók. A krokodilok bonyolult négyüregű szíve például merülés közben képes háromkamrásként működni, egyes kígyók és gyíkok (például a varánuszok és a pitonok) háromkamrás szíve viszont az összehúzódás közben négykamrásként működik, mert egy izmos taraj egyesíti a kamrát, amikor a szív kitágul és felosztja, amikor összehúzódik. A tarajnak köszönhetően a pikkelyes hüllők képesek két különböző kamranyomást létrehozni, mint ahogy az emlősök és a madarak is.

### Légzőrendszer

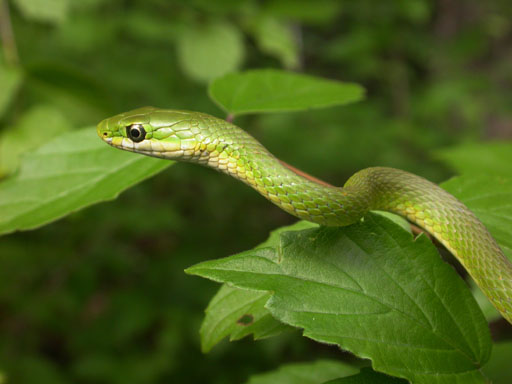
Zöld fűsikló (Opheodrys aestivus)

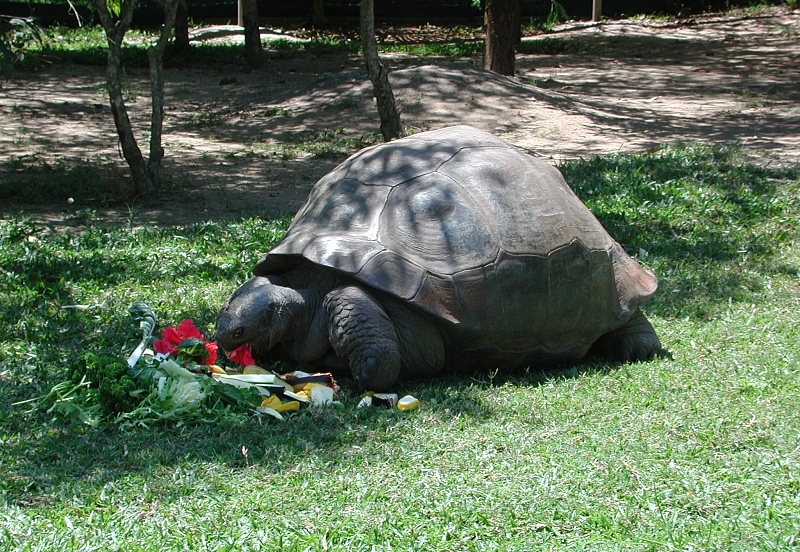
Harriet, a 2006 júniusában 175 éves korában elpusztult galapagosi óriásteknős, melyet állítólag Charles Darwin fogott be 1835-ben

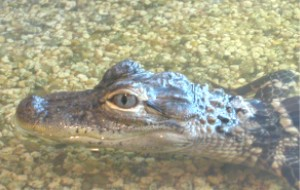
Fiatal mississippi aligátor a Dél-Karolinai Georgetownban

Minden hüllő tüdővel lélegzik. A vízi teknősök bőrének áteresztőképessége nagyobb, egyes fajok végbelénél pedig kopoltyúk fejlődtek ki. Az alkalmazkodás azonban nem olyan mértékű, hogy a légzéshez nélkülözhető lenne a tüdő használata. A tüdő szellőztetése a hüllők főbb csoportjainál másként alakult ki. A pikkelyes hüllőknél ez a feladat a hosszirányú izmokra hárul, amelyek a mozgáshoz is szükségesek. Így intenzív mozgás esetén az állatnak vissza kell tartania a lélegzetét. Vannak azonban kivételek ez alól; a varánuszok és más gyíkfajok torokizmaikat felhasználva buccális szivattyúzást alkalmaznak a szokványos „axiális légzésük” kiegészítésére. Ez a módszer lehetővé teszi az állat számára, hogy intenzív mozgás közben is teljesen megtöltse a tüdejét és így hosszú időn át aktív maradjon. A tegu gyíkok proto-diafragmával rendelkeznek, mely elkülöníti a mellüreget a hasüregtől. Habár mozgatni nem képes a tüdőt, a zsigerek megtartásával megkönnyíti annak kitágítását. A krokodilok diafragmája az emlősökéhez hasonlít, azzal a különbséggel, hogy az izmok hátrahúzzák a szeméremcsontot (amely a krokodilok medencéjénél mozgatható), lefelé mozdítva a májat, helyet szabadítva fel ezzel a tüdő kitágulásához. 
A teknősök légzése számos tanulmány tárgyát képezi, jelenleg azonban csak néhány faj légzési folyamata ismert meglehetős alapossággal, a többiére ez alapján lehet következtetni. Az eredmények azt mutatják, hogy a szárazföldi és a tengeri teknősök légzőrendszere eltérően működik. Mivel a teknősök páncélja merev, ezért nem teszi lehetővé, hogy a tüdejük más magzatburkos állatokéhoz hasonlóan kitáguljon és összehúzódjon a levegő áramoltatása közben. Némelyik fajnál, például az indiai leffentyűsteknősnél (Lissemys punctata) egy izomlemez burkolja be a tüdőket, melynek összehúzódásakor az állat kilélegzik. Nyugvóhelyzetben a teknős képes behúzni a lábait a testüregébe, kiszorítva a levegőt a tüdőből. A lábak kinyújtásával a tüdőben lecsökken a nyomás, melynek hatására a levegő beáramlik. A tüdő a páncél felső részéhez kapcsolódik, alul pedig (kötőszöveteken keresztül) a zsigerekhez. Egy sor (a diafragmához hasonló) speciális izom segítségével a teknősök képesek zsigereiket fel-le mozgatni, hatékonyabbá téve ezzel a légzésüket, mivel ezek az izmok az elülső lábakhoz kapcsolódnak (valójában az izmok többsége az összehúzódás során benyúlik a lábak üregeibe). A mozgás során történő légzés még kutatás tárgyát képezi mindhárom fajnál, azonban úgy tűnik, hogy különbözőképpen működik. A felnőtt nőstény tengeri teknősök például nem képesek lélegezni, amíg a fészkelőhelyük felé tartanak. A szárazföldön való mozgás közben visszatartják a lélegzetüket és csak akkor vesznek levegőt, amikor megpihennek. Az észak-amerikai dobozpáncélú teknősök azonban járás közben is tudnak lélegezni és a folyamathoz nem szükséges a lábak mozgatása. Feltehetően a hasizmaikat használják a levegővételnél. A vörösfülű ékszerteknősök tudnak ugyan levegőt venni a haladásuk során is, de lélegzetvételeik kisebbek, ami azt jelzi, hogy a lábak mozgása és a légzőrendszer némiképp zavarják egymást. A dobozhátú teknősök akkor is képesek lélegezni, ha lábaikat teljesen a páncéljukba húzzák.
A legtöbb hüllőnek nincs második szájpadlása, ami azt jelenti, hogy vissza kell tartaniuk a levegőt, amíg nyelnek. A krokodiloknál kifejlődött egy csontos második szájpadlás, amely lehetővé teszi a légzést akkor, amikor az állat igyekszik elnyelni a zsákmányát (emellett pedig megvédi az agyat az esetleges rúgásoktól). A szkinkeknél (Scincidae család) különböző fejlettségi állapotban szintén megtalálható a csontos második szájpadlás. A kígyók ehelyett kitágítják a légcsövüket, melynek toldalékai húsos szívószálként kiugranak, hogy lehetővé tegyék az állat számára a folyamatos légzést, a lenyelni kívánt zsákmány méretétől függetlenül.
A krokodilok egy régi hiedelem szerint sírnak evés közben. Számos irodalmi műben szerepel ez a meglepő állítás, különféle mesés magyarázatokkal, mint például hogy a krokodil bűntudatot érez. Valójában természetesen nem sírásról van szó. A krokodil azért távolít el folyadékot a testéből, hogy több hely jusson a levegő számára. Ehhez járul az a tény, hogy a krokodil orrürege rendkívül kicsi.

### Kiválasztás
A kiválasztás nagyrészt két vese segítségével történik. A diapszidák húgysava főként a nitrogén mellékterméke; a teknősök az emlősökhöz hasonlóan többnyire karbamidot választanak ki. A hüllők veséje az emlősökével és a madarakéval ellentétben nem képes a testfolyadékuknál sűrűbb vizeletet termelni. Ennek az az oka, hogy nefronjukból hiányzik egy speciális struktúra, amelyet Henle-féle kacsnak neveznek. Néhány faj képes ugyan vizet juttatni a húgyhólyagjába, de számos hüllő kénytelen a vastagbelét és a kloákáját használni a víz kieresztésére. Némelyik hüllő az orr és a nyelv sómirigyein keresztül szabadul meg a felesleges sótól.

### Idegrendszer

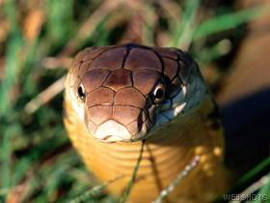
Királykobra (Ophiophagus hannah)

A hüllők idegrendszere fejlettebb, mint a kétéltűeké és számos tulajdonsága emlékeztet az emlősökére és a madarakéra. Az emberhez hasonlóan tizenkét koponyaideg-párral rendelkeznek (a fejletlen gerincesek közül elsőként). Agyuk két féltekére oszlik, mérete nem haladja meg a testtömegük 1%-át, ennek azonban elég nagy részét képesek hasznosítani. Érzékszerveik rendkívül kifinomultak, különösen a kígyóké, amelyek Jacobson-féle szerve járulékos szaglószervként segíti a nyelv öltögetésével a szájba juttatott illatanyagok érzékelését. Emellett némelyik kígyófaj (óriáskígyók, csörgőkígyók) a zsákmány felderítését megkönnyítő infravörös sugarakat (hősugarakat) érzékelő gödörszervvel is rendelkezik, melynek képét agyuk neuronhálózata teszi élessé. A kaméleonok központi idegrendszere egy összetett mechanizmus révén képes megváltoztatni az állat speciális pigmentjeinek színét.

### Szaporodás
A legtöbb hüllő ivarosan szaporodik. A hímek a teknősök kivételével dupla csőszerű nemi szervvel rendelkeznek, melyet hemipenisnek neveznek. A szárazföldi és a tengeri teknősöknek csak egyetlen pénisze van. A teknősök kizárólag tojásokat raknak le, a gyíkok és a kígyók között vannak elevenszülők is. A nemzés a farok tövénél található kloákán keresztül történik, amely egyben a hüllők végbélnyílása is.

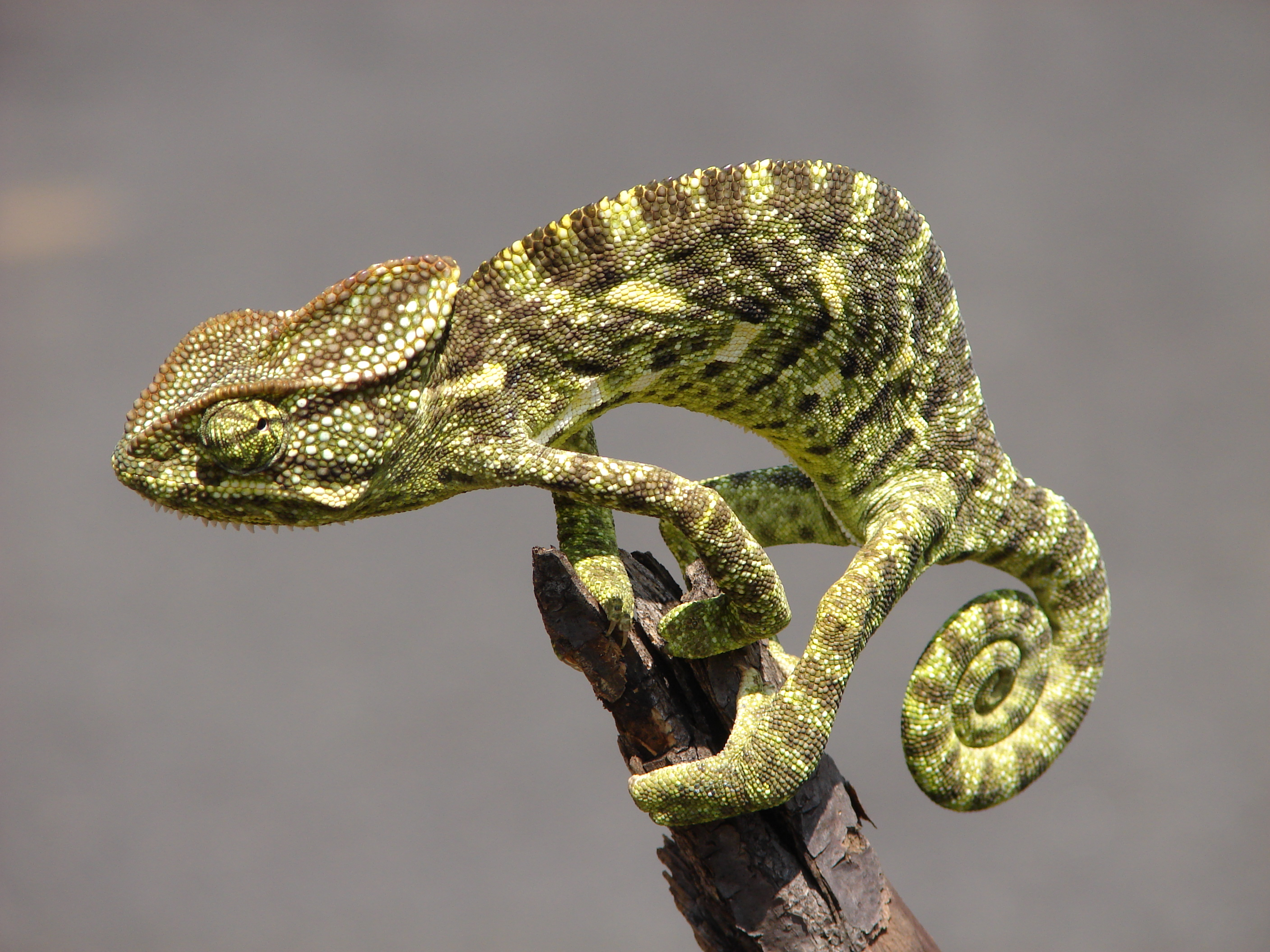
Kaméleon

Léteznek ivartalanul szaporodó pikkelyes hüllők, melyek közül jelenleg a gyíkoknál hat család, a kígyóknál pedig egy faj ismert. Egyes pikkelyes hüllőknél a nőstényekből álló populáció is képes az anyaállatok egynemű, diploid klónjainak létrehozására. Az ivartalan szaporodás, avagy partenogenezis számos gekkófajra jellemző, de elterjedt a tejufélék (különösen az Aspidocelisek) és a nyakörvesgyíkfélék között is. A partenogenetikus fajok közé tartoznak még a kaméleonok, az agámák, az éjszakai gyíkok és a vakkígyófélék.
A magzatburkosok tojásait bőr- vagy mészszerű héj védi, az embriót pedig magzatburok veszi körül. A fejlődés során nincs lárvaállapot.

## Veszélyeztetettség
Az IUCN Vörös Lista a 8240 ismert hüllőfajból 342-t sorol fel veszélyeztetettként, de a vizsgálatban csak a hüllőfajok 8%-a, 664 faj szerepelt, így a ténylegesen veszélyeztetett fajok száma ennél jóval magasabb is lehet. A hüllőket és a kétéltűeket különösen veszélyezteti a globális felmelegedés a száradó éghajlati viszonyok miatt. Magyarországon összesen 15 hüllőfaj él, ezek mindegyike védett.

## Kapcsolódó  szócikkek
- Magyarország hüllőfajainak listája
- Európa hüllőfajainak listája

### Magyar nyelven
- Hüllők.lap.hu
- Csodagyíkok a karbonkorból
- reptile.hu
- Zoofotók – Hüllők
- index.hu: Kétéltűek, hüllők fórum[halott link]
- terrarium.hu: Terrarisztikai magazin, fórum

### Angol nyelven
- Tree of Life Website
- The EMBL Reptile Database
- The HC Network Archiválva 2020. július 14-i dátummal a Wayback Machine-ben
- Reptile Phylogeny
- The Reptipage
- Herpetological Conservation and Biology
- ReptilesWeb.com, a Non-Profit web portal for pet lovers all over the world
- Pictures of Reptils on Biocrawler.com
- IUCN Red List

### Magyar nyelven
- Günter Diesener, Josef Reichholf. Kétéltűek és hüllők. Budapest: Magyar Könyvklub (1997). ISBN 963-548-426-7
- Hüllők globális megfigyelései az iNaturaliston. (Hozzáférés: 2024. október 22.)

### Angol nyelven
- Pough, Harvey; Janis, Christine; Heiser, John.szerk.: Pearson Prentice Hall: Vertebrate Life (2005). ISBN 0-13-145310-6
- Laurin, Michel and Gauthier, Jacques A.: Diapsida. Lizards, Sphenodon, crocodylians, birds, and their extinct relatives Version 22. http://tolweb.org, 2000